# Gnophos evanidaria
Gnophos evanidaria là một loài bướm đêm trong họ Geometridae.